# Cyaneophytoecia sospita
Cyaneophytoecia sospita – gatunek chrząszcza z rodziny kózkowatych i podrodziny zgrzypikowych. Jedyny przedstawiciel rodzaju Cyaneophytoecia.

## Zasięg występowania
Gatunek ten występuje na Borneo oraz w Malezji Zachodniej.